# Osmund A. Leahy

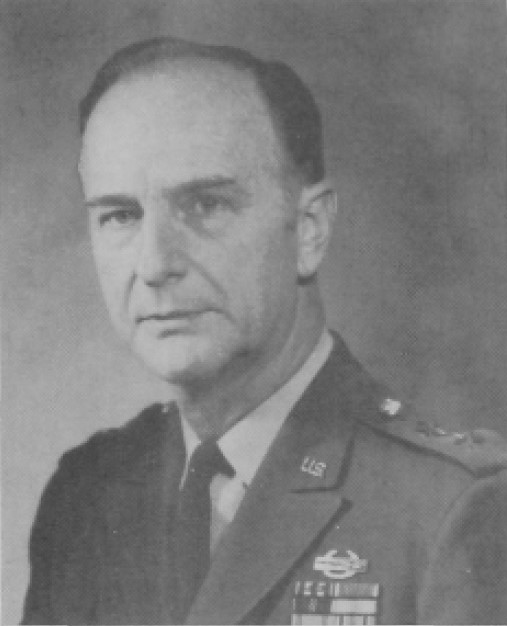
Osmund A. Leahy

Osmund Alfred Leahy (* 31. August 1915 in Owego, Tioga County, New York; † 9. Dezember 1989 in  Bethesda, Maryland) war ein Generalmajor der United States Army. Er war unter anderem Kommandeur der 7. Infanteriedivision und des II. Korps.
Osmund Leahy war ein Sohn des Kaufmanns James J. Leahy und dessen Frau Marie LeRoy. Er besuchte die öffentlichen Schulen seiner Heimat. Von 1934 bis 1936 diente er in der United States Navy. Anschließend wechselte er zum Heer. In den Jahren 1936 bis 1940 durchlief er die United States Military Academy in West Point. Nach seiner Graduation wurde er als Leutnant der Infanterie zugeteilt. In der Armee durchlief er anschließend alle Offiziersränge vom Leutnant bis zum Zwei-Sterne-General.
Im Lauf seiner militärischen Karriere absolvierte Leahy verschiedene Kurse und Schulungen. Dazu gehörten unter anderem das Command and General Staff College und das United States Army War College. Außerdem erhielt er einen akademischen Grad von der George Washington University.
Während des Zweiten Weltkriegs war Osmund Leahy auf dem atlantischen Kriegsschauplatz eingesetzt. Er diente in Einheiten, die zur 82. Luftlandedivision gehörten. Dabei stieg er bis zum Bataillonskommandeur der Fallschirmjäger auf. Er nahm im Verlauf des Krieges an den meisten militärischen Aktivitäten der 82. Luftlandedivision teil. Dazu gehörten unter anderem die Landung der Alliierten auf Sizilien, die Landung bei Salerno, die Landung in der Normandie und die Operation Market Garden in den Niederlanden. Leahy war auch an der Abwehr der deutschen Ardennenoffensive beteiligt.
Nach dem Krieg setzte er seine Offizierslaufbahn fort. Er war Dozent an der Infantry School und absolvierte dann das Army War College. Mitte der 1950er Jahre war er auf den Philippinen stationiert. Zwischen 1956 und 1958 kommandierte er das 505. Luftlanderegiment, das der 82. Luftlandedivision unterstand. In den Jahren 1961 und 1962 war er in Südkorea stationiert und von 1962 bis 1964 wirkte er als Dozent an der Air University. Es folgte eine Versetzung nach Saudi-Arabien, wo er Stabschef bei einer Ausbildungsmission war. Daran schloss sich eine Versetzung zum XVIII. Luftlandekorps an, als dessen Stabschef er in den Jahren 1966 und 1967 fungierte.
Nach einer kurzen Zeit als Kommandeur des II. Korps übernahm Osmund Leahy im August 1968 das Kommando über die in Südkorea stationierte 7. Infanteriedivision. Dieses Kommando behielt er bis zum November 1968. Seine Division war damals mit der Überwachung der dortigen Demilitarisierten Zone betraut.
Nach einer zwischenzeitlich anderen Verwendung wurde Leahy zum Presidio in San Francisco versetzt, wo er Stabschef und stellvertretender Kommandeur der 6. Armee wurde. Diesen Posten bekleidete er von 1970 bis 1972. Anschließend ging er in den Ruhestand, aus dem er zurückgerufen wurde, um die Leitung der Military Disability Agency im Walter Reed Army Medical Center zu übernehmen. Dieses Amt hatte er bis zu seiner endgültigen Pensionierung im Jahr 1977 inne.
Osmund Leahy verbrachte seinen Lebensabend im Großraum um Washington, D.C. Er starb am 9. Dezember 1989 in einem Betreuungsheim in Bethesda in Folge einer Lungenkrebserkrankung. Seine letzte Ruhestätte fand er auf dem Nationalfriedhof Arlington.

## Orden und Auszeichnungen
Osmund Leahy erhielt im Lauf seiner militärischen Laufbahn unter anderem folgende Auszeichnungen:
- Army Distinguished Service Medal
- Silver Star
- Legion of Merit
- Bronze Star Medal